# Puyol-Cazalet
Puyol-Cazalet är en kommun i departementet Landes i regionen Nouvelle-Aquitaine i sydvästra Frankrike. Kommunen ligger i kantonen Geaune som tillhör arrondissementet Mont-de-Marsan. År 2022 hade Puyol-Cazalet 104 invånare.

## Befolkningsutveckling
Antalet invånare i kommunen Puyol-Cazalet
Referens:INSEE